# Władysław Trebunia-Tutka
Władysław Trebunia-Tutka (ur. 15 lutego 1942 w Poroninie, zm. 3 grudnia 2012 w Zakopanem) – artysta plastyk, absolwent krakowskiej Akademii Sztuk Pięknych, nauczyciel w Technikum Tkactwa Artystycznego w Zakopanem, malarz, projektant, muzyk, członek zespołu Trebunie-Tutki. Syn Jana i Ludwiny (z domu Budz Lepsiok). Żonaty z Zofią Czernik Kubanek. Dzieci: Krzysztof Trebunia-Tutka (architekt, muzyk, nauczyciel), Anna Trebunia-Wyrostek (artysta grafik, religioznawca, muzyk), Jan Trebunia-Tutka (artysta lutnik, muzyk, projektant mody).
Był członkiem Związku Polskich Artystów Plastyków oraz Honorowym Członkiem Związku Podhalan. Laureat Nagrody Ministra Kultury, Nagrody im. St. Witkiewicza. Odznaczony m.in.: odznaką Zasłużony Działacz Kultury, Srebrnym Medalem „Zasłużony Kulturze Gloria Artis” (2009), Nagrodą im. Oskara Kolberga (2009). Ks. Józef Tischner w swej Historii filozofii po góralsku przedstawił go pod postacią „góralskiego Platona”.
Wystąpił m.in. w filmie dokumentalnym Halny z 2012 roku w reżyserii Jakuba Brzosko.
25 sierpnia 2024 r. został patronem nowego amfiteatru w Białym Dunajcu.